# Soundgarden
A Soundgarden egy amerikai együttes. Legnagyobb sikerüket az 1990-es évek első felében érték el. A Pearl Jammel, a Nirvanával és az Alice in Chainsszel együtt a négy nagy grunge-együtteshez sorolható. A zenekar 1997-ben feloszlott, de 13 év után, 2010-ben újra összeálltak, amely periódus 2017-ig, Chris Cornell énekes haláláig tartott.

## A csapat története

### Kezdetek (1984–1986)
A csapatot 1984 szeptemberében az énekes, Chris Cornell (korábbi tribute-csapatok dobosa) és Hiro Yamamoto (szintén tribute-csapatok basszusgitárosa) alapította Seattle-ben. Ehhez a felálláshoz került nem sokkal később a gitáros, Kim Thayil. Nevüket első fellépésük helyszíne adta, ami a Magnuson Park volt a városban – innen jött a 'the Sound Garden' elnevezés. Ezután a csapat dobosa Scott Sundquist lett, hogy Cornell nagyobb figyelmet fordíthasson az énekesi poszt betöltésére. 1985-ben a C/Z records válogatáslemezén, a Deep Sixen szerepeltek sok más grunge-csapatattal együtt, mint a Green River, Malfunkshun, U-Men, Skin Yard és Melvins. 1986-ban Sundquist elhagyta a csapatot, és helyére a Skin Yard kirívóan jó dobosa, Matt Cameron került.

### Első felvételek (1987–1990)
1987-ben leszerződtek a Sub Pophoz. A Screaming Life EP (1987) és a Fopp EP (1988) a seattle-i rajongók körében kiválóan fogyott. Még ebben az évben felkereste őket az SST Records és felvették a csapat első nagylemezét, az Ultramega OK-t, amely Grammy-jelölést kapott 1990-ben a legjobb metallemez kategóriájában. A Flower névre hallgató nyitódalnak még videót is forgattak, ami a grunge műfaj első médiaszereplője lett.
A bemutatkozó EP Nothing to Say című dala hallatán az A&M Records leszerződtette őket. Ekkor a csapat a város legnagyobbjává vált, nagy reményeket fűztek hozzájuk, mint például azt, hogy ők fogják a műfajt híressé tenni és a mainstreambe hozni. A '88 és '89-es év fordulóján felvették a Louder Than Love lemezt. Ezután nem sokkal Yamamoto kilépett, hogy folytassa tanulmányait. Helyét Jason Everman (a Nirvana korábbi másodgitárosa, aki nélkül a Bleach felvétele nem történt volna meg) vette át, ezután az MTV elkezdte játszani a Hands All Over és Loud Love klipjét. Együtt koncerteztek a Faith No More-ral és sikeres európai turnéval zárták az évet. Ezután kiadták home videójukat, a Louder Than Live-ot, 1990 elején.

### A műfaj betörése, a csúcsra jutás (1990–1995)
Szintén 1990-ben Chris egykori szobatársa, a Malfunkshun és Mother Love Bone csapatok énekese, Andy Wood 21 éves korában herointúladagolás következtében elhunyt. Ennek a tragikus eseménynek emlékére Cornell megalapította Matt Cameronnal a Temple of the Dogot, amiben a Green River és Mother Love Bone egykori tagjai Jeff Ament és Stone Gossard mellett szintén későbbi Pearl Jam tagok, Mike McCready és Eddie Vedder közreműködtek a lemezük felvételénél. Egy másik, éppen akkoriban hírnevet szerző seattle-i grunge-csapat, az Alice In Chains is megemlékezett Andy Woodról bemutatkozólemezükkel, a Facelift-tel. Még ebben az évben kirúgták Jason Evermant, és helyére Ben Shepherd került.
Ezután, 1991-ben felvették a Badmotorfingerre keresztelt korongot, melynek első videója a Jesus Christ Pose lett. Az MTV azonban néhányszori játszása után leszedte palettájáról a videót, mert az tele volt "vallást sértő" elemekkel. Ekkor a lemez a #39-es helyen debütált a Billboard 200 listáján. Ezután a csapat olyan nagy nevekkel turnézott, mint a Guns N’ Roses (a srácok ekkor már másodszor adtak koncerteket a Faith No More-ral) és a Pearl Jam. Eközben jött a lemez második videója, az Outshined, ami a csapat akkori legnagyobb sikerdala lett. Ennek és a turnéknak köszönhetően a Badmotorfinger platinalemez lett, több mint 1 000 000 eladott darabbal. Az év egyik leghíresebb filmjében, a Facérok-ban elhangzott a Birth Ritual dal. Részt vettek szintén a '92-es év Lollapalooza turnéin, és lemezüket kiadták ismét egy limitált példányszámos csomagban, melyben néhány outtake szerepelt. A Badmotorfinger/Somms EP mára csillagászati áron tulajdonost cserélő ritkaság lett. Ezután jött a Rusty Cage kislemez, amely mára egyik leghíresebb kultuszdala a csapatnak. Az 1993-as évben kiadták második home videójukat, a Motorvision-t.
Még az év végén elkezdték újabb lemezük, a Grammy-díjra jelölt mestermunkájuk, Superunknown felvételét. A korong 1994 tavaszán Billboard #1-lett, olyan daloknak köszönhetően, mint a két Grammy-nyertes dal, a Spoonman (a legjobb metaldal – 1994), vagy a nyár nagy slágere a Black Hole Sun (a legjobb hard rock dal – 1994). Az óriási eladott példányszám következtében még 4 videót forgattak a lemezhez – Fell on Black Days,My Wave,The Day I Tried to Live és Superunknown. A turnék során először játszottak Japánban, majd Chris torokproblémái miatt visszamondták néhány európai koncertjüket.
1995 januárjában felléptek a Pearl Jam által rendezett híres Self-Pollution Radióban, ahol a Fell on Black days új verzióját és három új dalt(Bling Dogs, a Kosaras naplója c. filmzenéjeként később kiadták, Kyle Petty, Son of Richard, a későbbi B-oldal, és No Attention, egy későbbi Down on the Upside dal) játszottak. Ezután kiadták első CD+-ukat, az Alive in the Superunknown-t.

### Az utolsó évek (1996–1997)
A csapat 1996-ban felvette utolsó lemezét, a Down on the Upside-ot. A korong 2. helyen debütált a Billboard 200 listáján, és az első kislemez a Pretty Noose lett. Ezután a csapat még két videós kislemezt adott ki, a Burden in my Handet, és a Blow up the Outside World-öt, melyek a Black Hole Sun slágervonalán íródtak (nem kisebb sikerrel), habár a lemezen metalosabb nóták is szerepeltek. A Grammy-díjátadóról mégis üres kézzel távoztak, majd az 1996-os Lollapalooza turnét a Metallicával csinálták végig.
Utolsó koncertjeiket Hawaii szigetén játszották. Feloszlásukat 1997. április 9-én jelentették be. Ebben az évben jelent meg válogatáslemezük, az A-Sides.

### A csapat utóélete (1997–2010)
Az együtt töltött 12 és fél év alatt az egykori seattle-i underground csapatból világsztárokká váltak, a híresség minden fokát megjárva, egyre feljebb jutottak a ranglétrán.
Habár a grunge hanyatlása már Kurt Cobain halálával megkezdődött, igazán a Soundgarden feloszlásával ment végbe. Matt Cameron egy évvel később a Pearl Jam tagja lett, és a mai napig náluk dobol. Chris Cornell kiadott egy szólólemezt 1999-ben: az Euphoria Morning díjakat és elismerést szerzett neki, de nem fogyott jól, nem hozott nagyobb népszerűséget. Ezután az énekesét vesztett Rage Against the Machine tagjaival, Tom Morellóval, Brad Wilkesszel és Tim Commerfolddal demózott – a Rage nevű 3 fős formáció az ő személyében találta meg a tökéletes énekest; együttműködésük eredménye a tömegeket megmozgató Audioslave zenekar, 5 együtt töltött év, 3 igazán sikeres lemez (Audioslave, Out of Exile, Revelations) és 1 DVD (live in Cuba) lett. A csapat 2007-es feloszlása után Chris újabb lemezzel, a már-már countrys, balladás, klasszikusrock-elemeket is magába foglaló, "lassabb" Carry Onnal állt elő, melyen többek között a Casino Royale (film, 1967) főcímdala, a You Know My Name is hallható, valamint Michael Jackson Billie Jeanjének remek feldolgozása. Kim Thayil néhány lemezen vendégzenészként szerepelt, mára eltűnt a médiából. Ben Shepherd Matt Cameronnal együtt zenélt a Wellwater Conspiracyban, majd ő is eltűnt a világ szeme elől.

### 2010–2017 újraegyesülés
2010. január 1-jén éjfélkor Chris Cornell a következőt üzente a Twitter és Facebook profiljára: "The 12 year break is over & school is back in session. Knights of the Soundtable ride again!", egy hivatkozással az új dizájnú www.soundgardenworld.com-ra. A zenekar az újraegyesülés óta már több koncertet is adott, és egy új lemezen is dolgoztak.
Chris Cornell 2017. május 18-án váratlanul elhunyt.

## Diszkográfia
Stúdióalbumok
- Ultramega OK (1988)
- Louder Than Love (1989)
- Badmotorfinger (1991)
- Superunknown (1994)
- Down on the Upside (1996)
- King Animal (2012)